# 羅星漢
羅 星漢（ロー・シンハン、ビルマ語: လော်စစ်ဟန်、拼音: Luó Xīnghàn、羅 興漢とも表記、1935年9月25日 - 2013年7月6日）は、ミャンマー人の実業家・麻薬王である。コーカン系の華人であり、同国財界の重要人物でもあった。

## 生い立ち
1935年、コーカン・東山区大竹箐村の貧しい家庭に生まれた。1949年4月、コーカンの土司である楊家が運営する軍学校に進学。学業成績は芳しくなかったが、国民党軍をコーカンから駆逐するなどの作戦に参加して軍人として頭角を現した。成人する頃には銃と女好きの放蕩者になっており、その資金はアヘンの密売で得ていたが、兄の羅興国（ロー・シンコー）がコーカンの警察署長だったので、咎め立てされることもなかった。
1959年5月、コーカンでは土司制度が廃止され部隊は楊金秀（オリーブ・ヤン）に引き継がれたが、羅はその楊金秀の民兵組織に参加し、幹部にまで上り詰めた。当時を知る人によれば、羅は「いつも555本のタバコの入った缶を抱えてオリーブの2、3歩後ろをついて歩いていた。オリーブがタバコを吸いたがっていると思ったら、缶を開けて派手にタバコを彼女に渡した」のだという。しかし、1963年10月に楊金秀が政府に逮捕されると羅の部隊200人も同時にモントンで逮捕された。

## カクウェイェー（KKY）とアヘン密売
しかし同年、ネ・ウィン政権はシャン州の武装勢力を弱体化させることを目的として、カクウェイェーという制度を導入した。これは反乱軍と戦うことの見返りにシャン州内の政府が管理するすべての道路と町をアヘン輸送のために使用する権利が与えるというもので、麻薬取引でKKYが経済的に自立しつつ、ビルマ共産党（CPB）などの反政府武装勢力と戦うことを政府は期待しており、兵力不足と財政難を解決する一石二鳥の策のはずだった。
当局は、羅の逮捕時に大量のアヘンを押収したが、「中央政府のためにKKYを結成すれば、アヘンを返す」という話を羅にもちかけ、羅もこれに同意。アヘンを取り戻した羅は、楊金秀の民兵組織をKKY民兵組織に再編成し、ラーショーの国軍駐屯地の指揮下に入った。しかし、のちにミャンマー民族民主同盟軍（MNDAA）を結成する彭家声と彭家富の兄弟は、羅と袂を分かち、中国に渡って中国共産党治安当局の保護下に入った。

羅らKKY司令官は、アヘン密売で莫大な利益を上げた。一例を挙げると、羅は1 ヴィス (1.6 kg) あたり450チャットでアヘンを購入したが、それがラーショーに到着する頃には、3倍の1,500チャットになった。ラーショーからは2,500 頭から3,000頭のラバの隊商が、泰緬国境のタチレクまで莫大な量の麻薬を運んだ。そのアヘンの一部は羅とその部下の所有物だったが、他の者もラバ1頭につき3,000チャットの料金を支払えば、羅の隊商に加わりアヘンを運ぶことができた。タチレクではアヘンは1ヴィスあたりの相場は3,500～4,000チャットで、羅はその利益の4分の1をタイの闇市場での兵器や弾薬の購入に、4分の1は金の延べ棒の購入に、残りは繊維、電子機器、その他の消費財の購入に費やした。そしてそれらの製品をラーショーやシャン州の他の都市で売り、双方で大儲けした。また羅はクン・サと同じく国民党の諜報員としても活動していた。後年、羅は独自の麻薬哲学を披露している。 
西洋ではヘロイン製造は犯罪であり悪事とみなされるが、ここ（コーカンとワ地域）では完全に合法で普通のことだ。この地域の人々はヘロイン製造を単なる別の種類のビジネスと見なし、地元当局にとってはそれは収入を得るための別の方法にすぎない。あなたが中国、ビルマの他の地域、タイ、台湾など、どこから来たかは関係ない。現地当局に一定額の金銭を支払う意思がある限り、当局はあなたがヘロイン製造に関与することを許可してくれる。問題になるのは、支払わない場合だけだ。ヤーバー製造についても同じことが言える。 ワ地域のほとんどの人が何らかの形で麻薬取引に関与しており、この地域のいくつかの麻薬製造グループの中でおそらく最も影響力のあるグループであるのは事実だが、国際社会から不当に標的にされているのも事実だ。 
1968年1月1日、ノーセン率いるCPB部隊が中緬国境の町・モンコーに侵入。続いて1月5日、彭家声・彭家富兄弟が率いる部隊がコーカンに侵入して、羅のKKY民兵組織を撃破。羅はラーショーに逃れ、そこで国軍北東司令部の指揮下に入った。1970年1月には、国軍はワ丘陵地帯北部・パンロン（Panglong）（パンロン会議のパンロンとは別）に陣取ったCPBを攻撃し、羅のKKY民兵組織もこれに参戦したが、その規律はひどく、またその戦闘技術はアヘン隊商の護衛に限られ、困難な地形の要塞化された陣地を攻撃するにはまったく役立たかったので、結局、食事係に回される体たらくだった。

## 逮捕
クン・サが1969年から1974年まで獄中にあったこともあり、1970年代までに羅は黄金の三角地帯の最重要人物の1人になっていた。1972年、ニクソン政権下で国際麻薬統制担当特別補佐官を務めていたネルソン・グロスが、「東南アジアのヘロイン密売の首謀者...羅星漢は国際的な盗賊であり、アジアとアメリカの麻薬による悲惨さの増大する割合の原因である」と述べた。しかし実際は、羅よりも大量のアヘンを取引していた商人は他にたくさんおり、例えば羅はラーショーからタチレクまでの隊商を年に3、4回しか組織できなかったが、泰緬国境近くを拠点とする他の無名のアヘン商人たちは年に10回以上も隊商を組織して、莫大な利益を上げていた。
1973年4月、ネ・ウィン政権はKKYを解体することを決定したが、羅は権力を手放すつもりはなかった。そんな時、CIAの支援を受けてCPBと対峙しながらも、慢性的な資金難に悩んでいたシャン州軍（SSA）が羅に同盟を持ちかけ、両者は協定を結んだ。その内容は（１）アメリカ麻薬取締局（DEA）に対してシャン州のケシ栽培地を訪問して、アヘン隊商に関する情報を自ら無線通信機で送信できるようにする（２）SSAと羅はシャン州のアヘンをなるべく多く収集し、アメリカ当局に引き渡す（３）この同盟に賛同しない他のアヘン隊商を攻撃する（４）見返りにアメリカはシャン州の問題に関する恒久的解決方法の模索に尽力する（５）問題解決が図られ、新たに選出されたシャン州政府が成立したあかつきには、件の政府は、国際麻薬取締り機関が残りケシ栽培地を破壊することを許可する、というもので、これは麻薬密売人が、そのビジネスを放棄するだけでなく、再発防止のために国際麻薬取締機関と協力するという画期的な協定だった。
そして7月17日、1960年代から1970年代にかけてミャンマーのアヘンに関するドキュメンタリーを多数制作した、イギリス人映画監督・エイドリアン・コーウェルが、この協定をタイのアメリカ大使館に届けに行ったが、その日のうちにタイ北西部メーホンソーン県の辺鄙な場所で待機していた羅の元に、タイ王国軍のヘリコプターが舞い降り、羅とその護衛のSSA将校を乗せていった。羅はてっきりアメリカ大使館との交渉の場に連れて行かれるものと思っていたが、ヘリコプターが着陸したのはチェンマイ近郊のタイ王国軍の軍事基地で、羅はその場で拘束された。仮にこの協定が実行されれば、タイ国内の流通・販売に際してヘロイン取引業者から賄賂を徴収しているタイの警察官・軍人の収入が大幅に減収することが見込まれるところ、何者かがタイ王国軍・警察に密告したと言われている。
その後、羅はバンコクに連れて行かれ、そこでカメラマンの前に晒され、8月2日、裁判を受けるためにミャンマーに送還された。ヤンゴンで開かれた裁判で、羅は国家反逆罪で死刑を宣告されたが（麻薬密売は国軍も容認していたため）、のちに無期懲役に減刑された 。

## 釈放後
1980年5月、羅は多くの政治犯とともに恩赦により釈放された。同年10月、羅は政府から受け取った200万チャットの資金を元手にして、ラーショーの南東・ ナムパウン（Nampawng）地区に、羅の逮捕後も泰緬国境で麻薬密売を続けていた残党210人とともにサルウィン村という新しい軍事基地を設立し。KKY廃止の7年後に始まったピッドゥーシッ（Pyi Thu Si、「人民民兵」）制度の下、新たに民兵組織を再編した。この制度は、反政府武装勢力と戦う代わりに政府が管理する道路を麻薬密輸に利用できるというKKYとほぼ同じ制度だった。1981年1月には、ラーショー・コーカン文化会の主席に就任した。釈放後の羅は、アヘン取引だけはなく、中緬国境の中国の町・芒市の向かい側にあるモンホム（Mong Hom）・モンヤ（Mong Ya）間の谷間にヘロイン精製所を設け、「チャイナ・ホワイト」と呼ばれるヘロインの生産を始めたが、それでも過去の勢力を回復すまでには至らず、この時期の羅は、バス会社、ビデオパーラー、酒類販売店を経営する小規模な地方企業家に過ぎなかった。

しかし1989年、コーカン族とワ族の末端兵士の反乱によってCPBが崩壊すると、当時、軍情報部長だったキンニュンは、羅、楊金秀、アウンジーをCPBの残党と停戦協定を結ぶための仲介役として起用し、その見返りとして、羅はCPBの残党とともに、政府の取り締まりを受けない状態で麻薬の生産・密売を行う許可を得た。これにより羅は、コーカンないし隣接する地域に少なくとも17基以上のヘロイン精製所を建設し、15年前にクン・サに明け渡した「麻薬の帝国（Drug Empire）」を再興することに成功した。羅によると、CPBとの和平は、もともと羅から軍政に提案したものなのだという。
1982年、刑務所から釈放されてから2年後、私はビルマ当局に、CPBとの戦闘を止め、ビルマ政府の法的枠組みに組み入れるよう提案し始めましたが、彼らは関心を示しませんでした。1984年に再度提案しましたが、これもまた拒否されました。ネウィン将軍の指揮下で、ビルマ人はCPBとの和平交渉に非常に消極的でした。私の部下の1人は、CPBにメッセージを送っただけで2年間投獄されました。1980年代後半に彭家声に連絡したところ、彼は和平交渉の時期が来たと考えていると言いました。1988年7月にネウィンが辞任した後になって初めて、新政府はCPBとの交渉に関心を示しました。もちろん、1988年3月の政府に対する学生デモも彼らの決定の要因でした。私はビルマとの交渉で彭の代理人を務めました。
1992年6月、羅はアジア・ワールド社を創業した。同社は輸出入業、バス輸送、住宅・ホテル建設、スーパーマーケットチェーンなどの事業を営む他、ヤンゴンの港湾開発、マンダレー・ムセ間の国道整備、中国＝ミャンマー・パイプライン、チャウピューの深海港、さらにはミッソンダムやタサン水力発電所の建設といった多数の大型事業に携わっている。これらの事業にはすべてに中国系企業が参与しており、同社の株主にはコーカンの麻薬密売人と密接な関係にある人々も含まれている。またこれらの事業は麻薬密売のフロント企業として役割を果たしているとも指摘されている、
国軍幹部とも親交を深め、2006年にタンシュエの娘が開いた豪勢な結婚式の企画および資金調達に関わり、テインセイン大統領の初訪中にも同行した。2008年2月には、アメリカ政府により、羅およびシンガポールにある羅一族経営の10社は、軍事政権と密接な関係を有することを理由に、経済制裁の対象とされた。
2013年7月6日、羅はヤンゴンで死去した。

## 私生活
死亡時点で、4人の息子と16人の孫がいた。配偶者である張小菀は、雲南省耿馬タイ族ワ族自治県出身の中国人である。羅の事業は息子の1人である羅秉忠（スティーブン・ロー）が引き継いでおり、彼は1996年にシンガポール人のセシリア・ンー（Cecilia Ng）と結婚したのち企業を設立し、建設・エネルギー関連で数百万ドル規模の契約を多数結んだ。